# Confederação Targowica

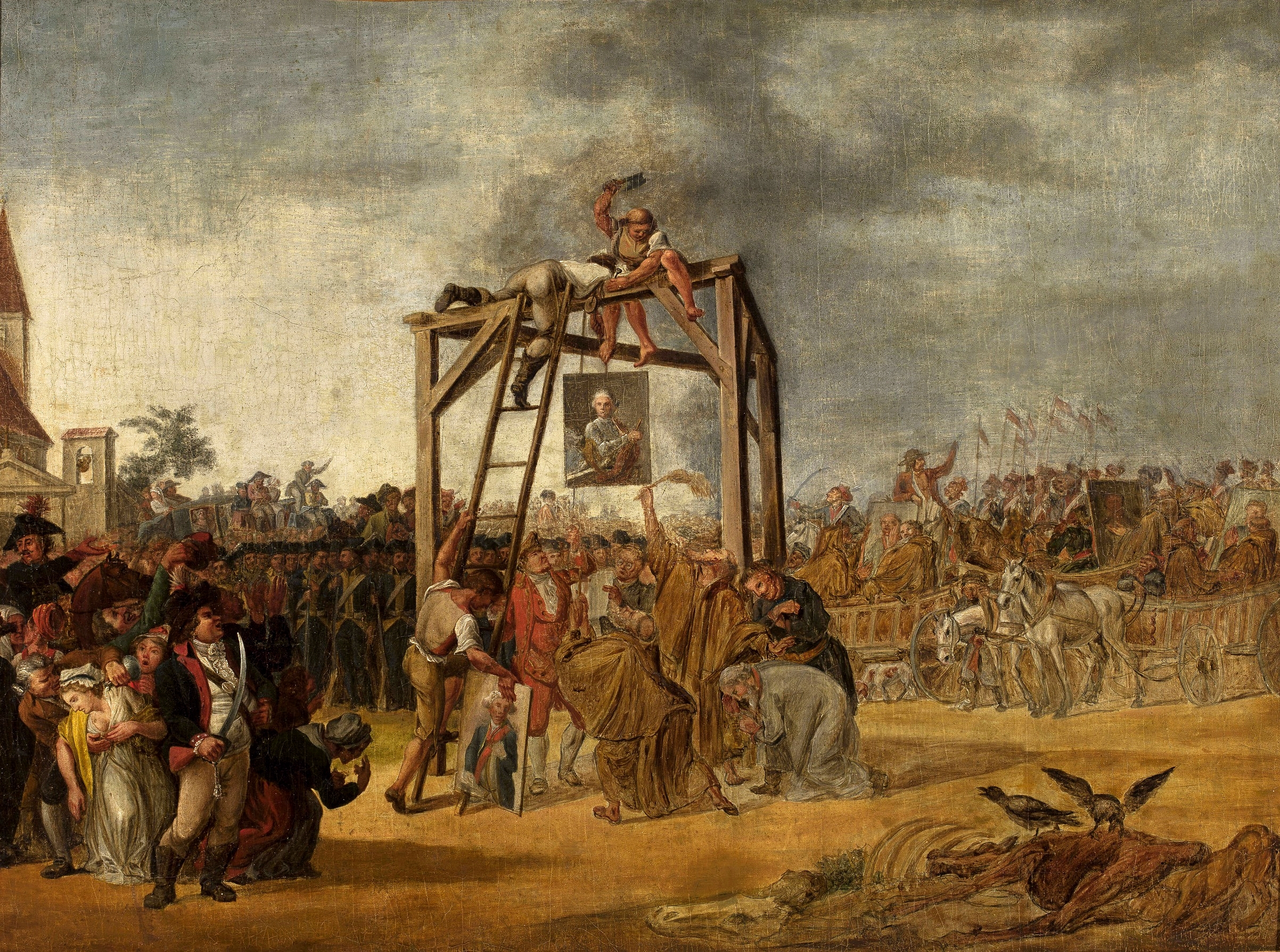
A simulação do enforcamento dos confederados Targowica, Varsóvia, 1794, como consequência da Revolta de Varsóvia (1794). Pintura de Jan Piotr Norblin.

A Confederação Targowica foi uma organização militar (latim:"confederatio") de alguns nobres da República das Duas Nações, apoiados por Catarina II da Rússia, que se opuseram à Constituição polonesa de 3 de maio de 1791, que havia sido adotada pelo "Grande" ou Sejm "de quatro anos", especialmente para impor limites aos privilégios da szlachta.
As forças da Confederação Targowica derrotaram as forças leais à República, o Sejm e o Rei Stanisław August Poniatowski na Guerra em defesa da Constituição. Sua vitória precipitou a segunda partição da Polônia, preparou o campo para a terceira e a dissolução final da República. Estas consequências surpreenderam a maioria dos Confederados, que pretendia apenas restaurar seus privilégios e tinha a expectativa, de que com a subversão da Constituição de 3 de maio, esse objetivo seria alcançado.

## Principais membros
- Stanisław Szczęsny Potocki:  o Marechal (líder) da Confederação. Condenado à morte, mas nunca foi preso. Para compensar tal fato, em 29 de setembro de 1794, sua imagem em um quadro foi alvo de uma simulação de enforcamento (veja ilustração). Em 1795 ele foi recompensado por Catarina, a Grande com a Ordem russa de Alexander Nevsky e o posto de general en chef.

Outros membros magnatas:
- Franciszek Ksawery Branicki:  Condenado à morte durante a Revolta Kościuszko mas nunca foi preso. Imigrou para a Rússia, morreu em Byela Tserkyev em 1819.
- Szymon Maria Kossakowski: Enforcado em 25 de abril de 1794, em Vilnius durante a Revolta Kościuszko.
- Józef Kazimierz Kossakowski: Bispo. Enforcado em 9 de maio de 1794, em Cracóvia durante a Revolta Kościuszko.
- Ignacy Jakub Massalski: Bispo. Enforcado em 28 de junho de 1794, em Varsóvia durante a Revolta Kościuszko.
- Seweryn Rzewuski.

## Citações
- Do Ato estabelecendo a Confederação Targowica: "Os desejos de Sua Alteza a Imperatriz Catarina, a Grande, aliada da Rzeczpospolitayoha, são e foram não mais do que usar seus exércitos para devolver à Rzeczpospolita e aos poloneses as liberdades, e especialmente segurança e felicidade para todos os cidadãos"
- Um dos fundadores da Confederação Targowica, Stanisław Szczęsny Potocki: "Cada verdadeiro polonês, não ofuscado pela conspiração prussiana e monarquista, está convencido, que nossa Pátria só pode ser salva pela Rússia, caso contrário nossa nação será escravizada".  Após a abdicação de Stanislaw Poniatowski e a destruição da República, ele disse: "Eu não quero mais falar sobre a Polônia do passado e os poloneses. O país se foi, e seu nome, como muitos outros que desapareceram na história mundial. Eu agora sou, para sempre, um russo."